# Vida Loka II
Vida Loka II é uma canção do grupo brasileiro de rap Racionais MC's, lançada no álbum Nada como um Dia após o Outro Dia, em 2002. A "parte 1" desta música foi posta em Vida Loka I.

## Canção
A música "Vida Loka II" foi lançada no álbum Nada como um Dia Após o Outro Dia, como a sétima música da parte 2 (Ri Depois). Voltou a aparecer quatro anos depois, fazendo também parte do disco 1000 Trutas, 1000 Tretas e do DVD ao vivo homonômio, onde foi a última música. Ela é tida como a música que mais fez sucesso no grupo, sendo que é utilizada para encerrar a maioria dos shows da banda.
A canção usa "samples" da música Theme from Kiss of Blood da banda Button Down Brass com participação do trompetista Ray Davies (homônimo do líder do The Kinks).

## Prêmios e indicações
| Ano  | Prêmio                 | Categoria                      | Resultado | Ref.  |
| ---- | ---------------------- | ------------------------------ | --------- | ----- |
| 2004 | MTV Video Music Brasil | Videoclipe de Rap              | Indicado  |       |
| 2004 | MTV Video Music Brasil | Fotografia em Videoclipe       | Indicado  |       |
| 2004 | Prêmio Hutúz           | Melhor Videoclipe              | Venceu    | [ 4 ] |
| 2009 | Prêmio Hutúz           | Melhores Videoclipes da Década | Venceu    | [ 5 ] |